# Lipothrixviridae
Lipothrixviridae es una familia de virus que infectan arqueas. Poseen un genoma de ADN de cadena doble como ácido nucleico por lo que pertenecen al Grupo I de la Clasificación de Baltimore. Incluye cuatro géneros y 11 especies.

## Descripción

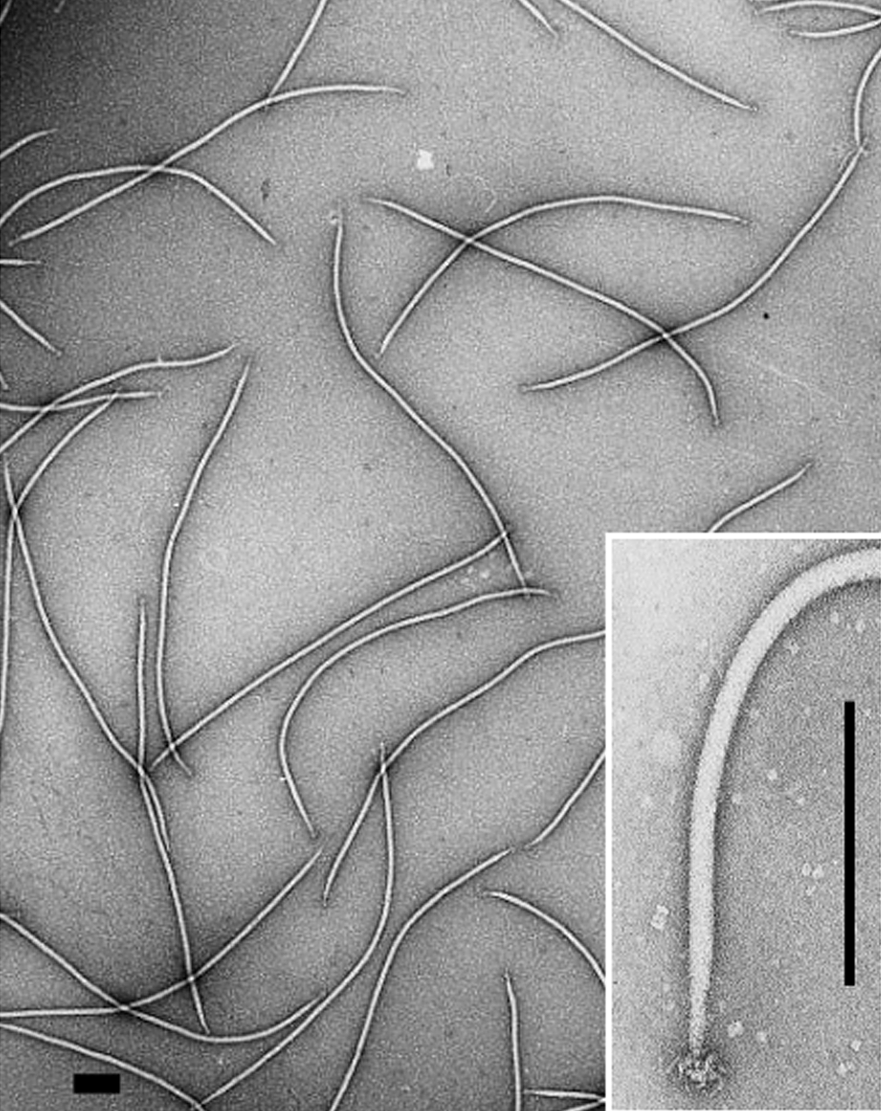
Imagen microscópica de lipotrixvirus.

Los virus de esta familia tienen cápsides con simetría filamentosa que varía considerablemente en longitud (410 a 1950 nanómetros (nm) y tiene un diámetro de 24 a 38 nm. Poseen una envoltura vírica que tiene una estructura de monocapa e incluye lípidos de tetraéteres de difitanilo. Los genomas son lineales, de hasta 40 kb de longitud y segmentación monopartita.
Hay dos proteínas únicas en la cápside (MCP1 y MCP2). MCP1 y MCP2 forman un heterodímero, que envuelve el genoma lineal de dsDNA transformándolo en forma A. La interacción entre el genoma y las MCP conduce a la condensación del genoma en la superhélice del virión.
La replicación viral se produce en el citoplasma. La entrada en la célula huésped se logra mediante adsorción en la célula huésped.

## Relación filogenética
Los miembros de Lipothrixviridae comparten características estructurales y genómicas con los virus de la familia Rudiviridae, que contiene virus sin envoltura vírica en forma de bastón. Los virus de las dos familias tienen genomas de ADN bicatenario lineales y comparten hasta nueve genes únicos. Además, las partículas filamentosas de rudivirus y lipotrixvirus se forman de proteínas de la cápside homólogas y estructuralmente similares. Debido a estas propiedades compartidas, los virus de las dos familias se agruparon en el orden Ligamenvirales.
Los miembros de los ligamenvirales están relacionados estructuralmente con virus de la familia Tristromaviridae que, al igual que los lipotrixvirus, poseen envoltura vírica y codifican la proteína principal SIRV2 homóloga a los ligamenvirales. Debido a estas similitudes estructurales, se propuso unificar el orden Ligamenvirales y la familia Tristromaviridae dentro del dominio Adnaviria.